# ƫ
La T con gancho palatal (minúscula: ƫ), es un símbolo no estándar del Alfabeto Fonético Internacional formado por la letra T con un gancho diacrítico.

## Uso
Como expansión del Alfabeto Fonético Internacional, el símbolo [ƫ] representa una consonante oclusiva palatal sorda transcrita [t̠ʲ] o [c̟] en el formato estándar.

## Codificación informática
La t con gancho aparece representada con el carácter Unicode del bloque (latín extendido - B) U+01AB.
| Carácter      | ƫ                                      | ƫ                                      |
| ------------- | -------------------------------------- | -------------------------------------- |
| Unicode       | LATIN SMALL LETTER T WITH PALATAL HOOK | LATIN SMALL LETTER T WITH PALATAL HOOK |
| Codificación  | decimal                                | hex                                    |
| Unicode       | 427                                    | U+01AB                                 |
| UTF-8         | 198 171                                | C6 AB                                  |
| Ref. numérica | &#427;                                 | &#x1AB;                                |